# 百德新街

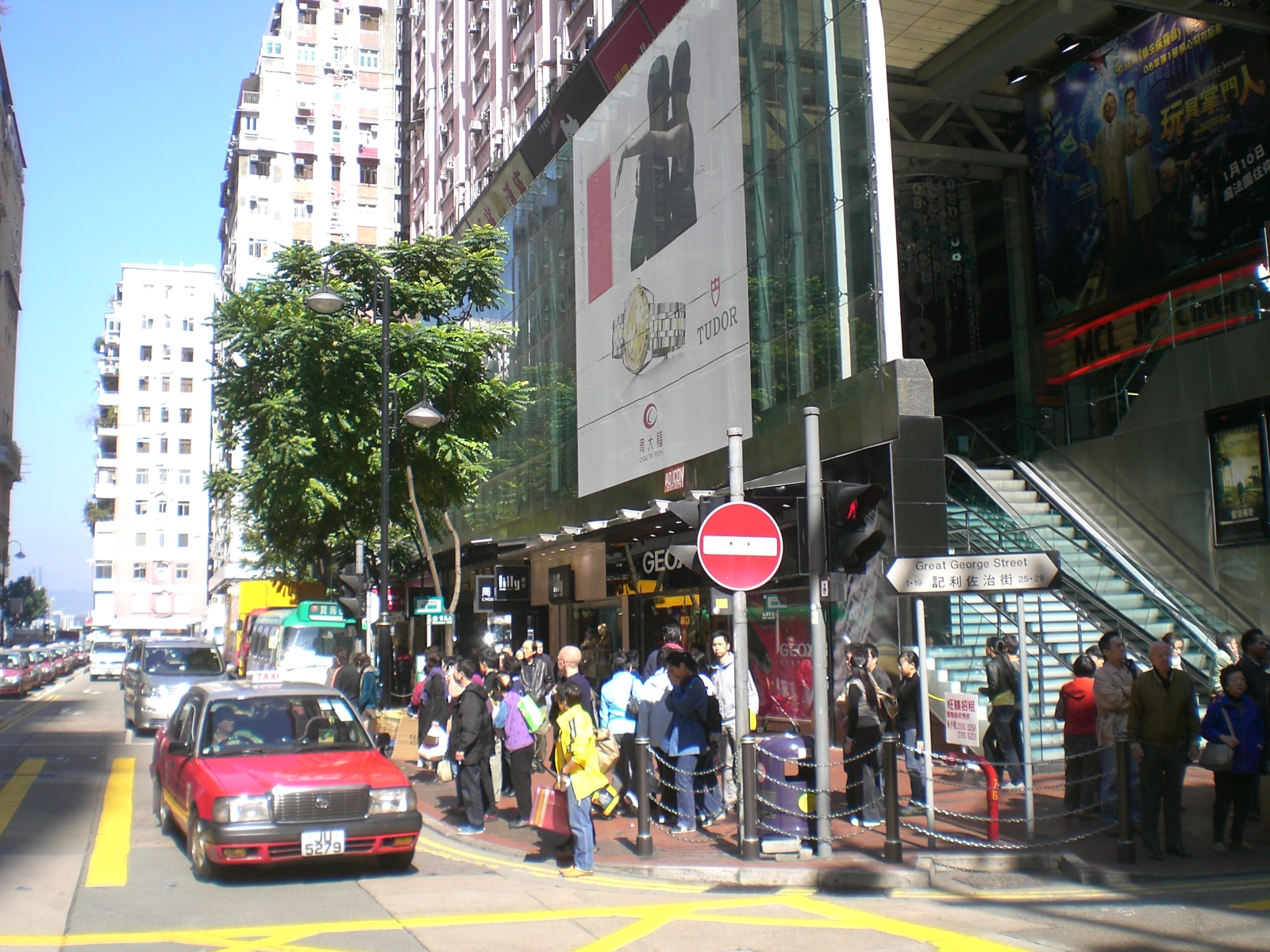
背景是百德新街的MCL院線及商場

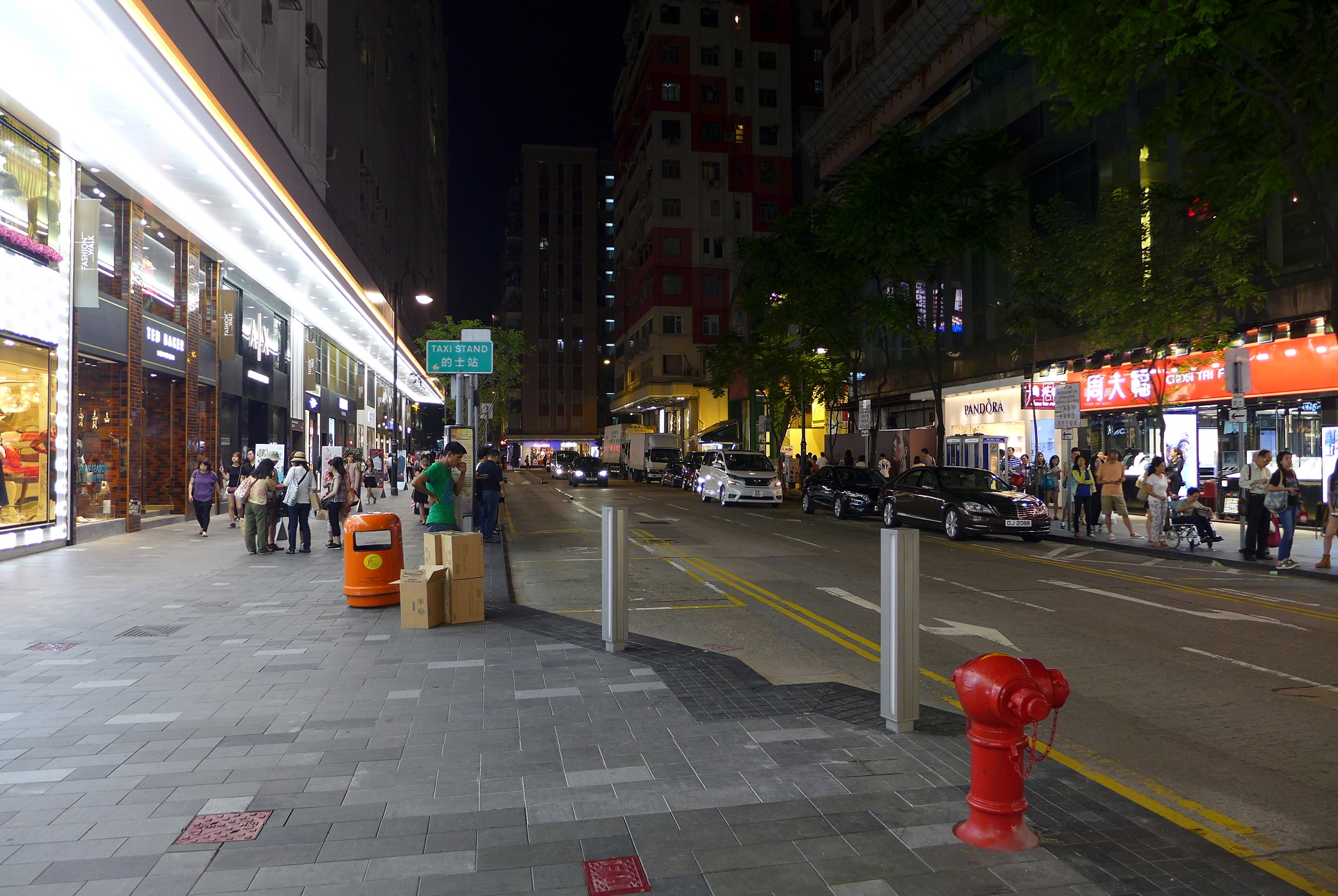
百德新街的士站

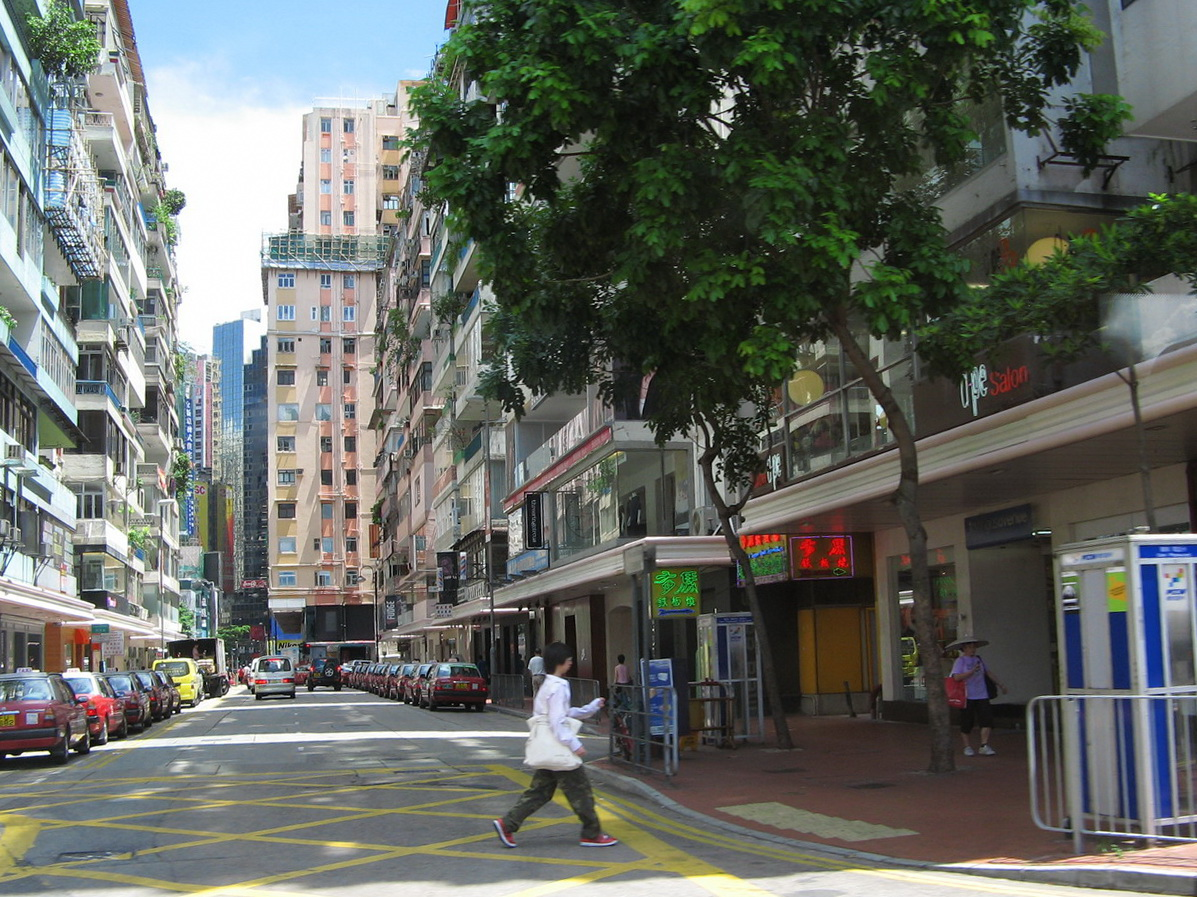
從告士打道南望百德新街

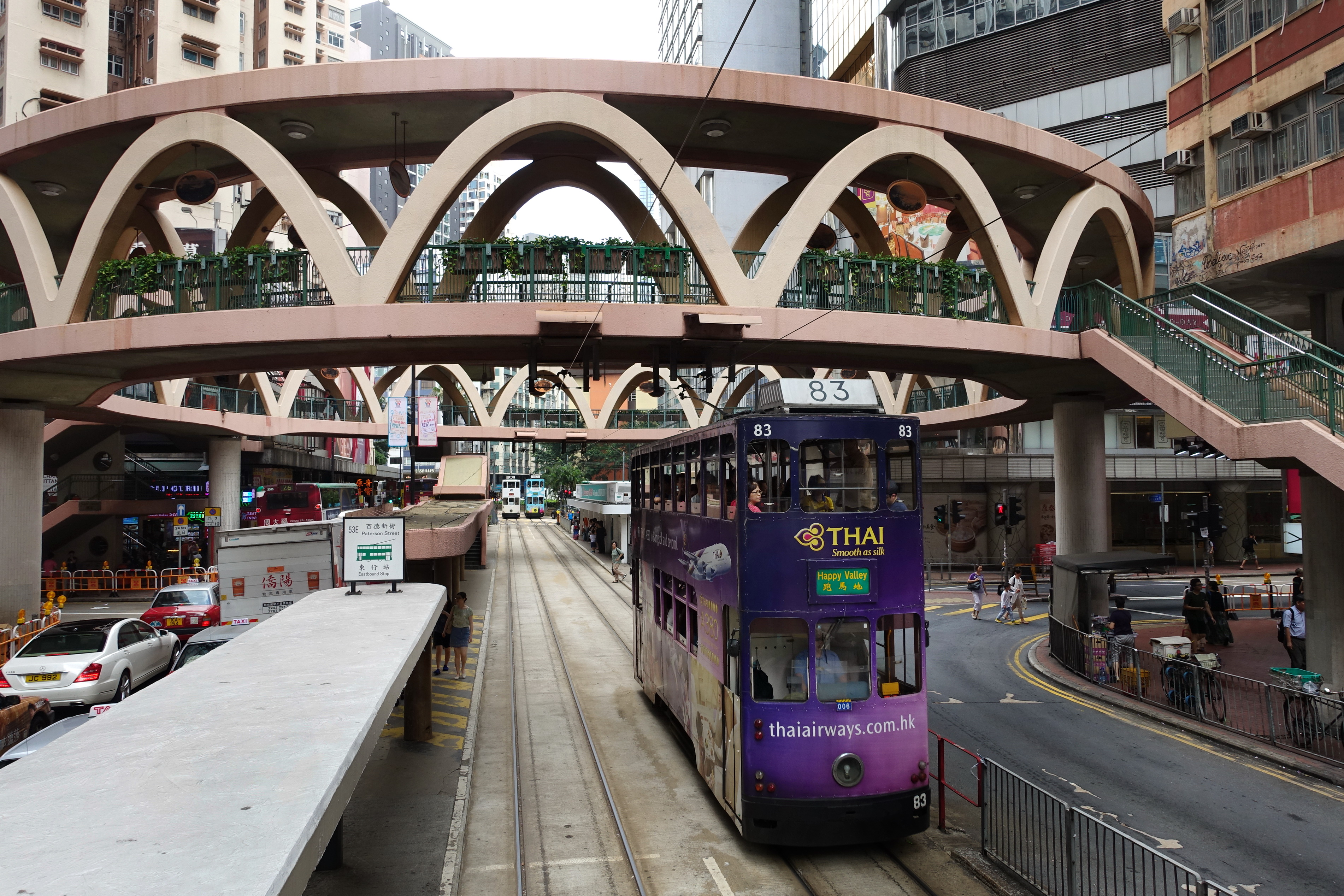
香港電車百德新街站，上方為怡和街、邊寧頓街和糖街交界處的行人天橋。

百德新街（英語：Paterson Street）是位於香港島的一條人流車流頗多的街道，它在香港東角商業購物區。北部起自維園道，中途經京士頓街、記利佐治街，南至怡和街止。

## 歷史
百德新街的出現，是紀念約翰·約翰斯敦·百德新家族在香港的貢獻。他曾於1921年至1945年任怡和洋行大班。在1930年5月9日受任為非官守太平紳士，1930年6月至1941年12月任立法局非官守議員，1936年4月至1946年4月任行政局非官守議員。百德新曾參與香港保衛戰，1941年12月香港淪陷後遭囚於赤柱拘留營。1945年香港重光後始獲釋放，並與另一怡和大班D·L·紐璧堅設法重整香港業務。
早期百德新街與記利佐治街交界以南一段可供車輛行駛，1990年代曾成為巴士專線，1999年12月19日試行劃為假日行人專用區，2000年7月17日起改為永久行人專用區而封閉；以北一段同日起由雙程行車改為單程南行，原北行線近年則增設的士站。
1975年，麥當勞在香港第一家分店在百德新街恆隆中心開業，而恆隆中心昔日以日資百貨公司松坂屋而聞名。另外，1970年代，惠康於東角珠城大廈設立第一所「大利連超級市場」，1990年代更變成香港第一所24小時營業的超級市場。此外，珠城大廈原設有由邵氏經營的翡翠明珠戲院，1990年代起改由洲立營運MCL戲院。
2013年，恆隆中心現時物業地庫由百老匯電器租用，地下至3樓，租客分別有莎莎化妝品、萬寧、滙豐銀行及數間餐廳等。惟業主重新整合商場部份，47,000平方呎樓面以月租1,000萬元預租予國際品牌H&M，打造為亞洲旗艦店，2015年10月開業。

## 鄰近著名地點
- 港鐵銅鑼灣站E出口
- 前大丸百貨公司[3]
- 名店坊
- 恒隆中心
- 翡翠明珠廣場
- JP銅鑼灣戲院
- 皇室大廈
- 香港大廈
- 珠城大廈
- I.T

## 流行文化
在歌唱組合Twins為2003年香港電影《下一站…天后》所唱的同名單曲中，有對百德新街的描述。
|                     | 在百德新街的愛侶，面上有種顧盼自豪…… |
| ——Twins，下一站天后 |                                      |

## 外部参考
- 百德新街地圖 （页面存档备份，存于）